# 重実徹
重実 徹（しげみ とおる、1959年1月6日 - ）は、日本のキーボーディスト、編曲家。ジャズやR&Bの曲調を前面に出した音楽性が特徴である。

## 略歴・人物
東京に生まれ、4歳からクラシックピアノを始める。やがてポップスやロックに惹かれはじめて、ピアノからいったん離れ高校時代はバンドでギターを担当していたが、高校の終わり頃からキーボードを再開。大学時代に友人の紹介でプロ・ミュージシャンのツアーメンバーのオーディションに参加、採用されたことからプロとしてのキャリアをスタート。ファンクバンド「CHAOS」でデビュー。その後は、数多くの楽曲の編曲、スタジオ・ミュージシャン、ツアーのサポートメンバーとして活動。オルガン奏者としても評価が高い。

## 主な関係アーティスト

### 編曲家として参加
- infix
- 岡崎律子
- Kiroro（ツアーに帯同し、バンドマスターも務める）
- KinKi Kids
- 柴田淳
- SMAP
- Char
- TETSUYA
- 峠恵子
- 堂島孝平
- 成田昭次
- 福山雅治
- MISIA
- 吉田兄弟
- 米倉千尋

### ミュージシャンとして参加
- CHAGE&ASKA（「SAY YES」など）
- 峠恵子
- 中島みゆき（『歌暦』など）
- HOUND DOG（ツアーサポート）
- MISIA（ツアーサポート・バンドマスター）
- 山下達郎（ツアーサポート、1986年～2002年）
- 吉田拓郎（ツアーサポート）

### バンド・プロジェクトへの参加
- NOBU CAINE（第3期メンバーとして）
- ネルソンスーパープロジェクト
- 土岐英史 & CRUISING（2004年）

## ソロ作品
- 『Organ J.』（2000年）
- 『Sensual Piano』（2016年）

## 音楽監督作品

### 映画
- 『ペンタの空』（1991年）
- 『KAZU&YASU ヒーロー誕生』（1995年）
- 『新サラリーマン専科』（1997年）

### テレビドラマ
- 『リスキー・ゲーム』（1996年）